# Lophozosterops dohertyi
El anteojitos crestado (Lophozosterops dohertyi) es una especie de ave paseriforme de la familia Zosteropidae endémica de las islas menores de la Sonda, en la Wallacea.

## Distribución geográfica yhábitat
Es endémico de las islas de Sumbawa, Moyo, Satonda, Komodo, Rinca, Flores, Solor, Adonara y Lembata (Indonesia). Sus hábitats naturales son los bosques bajos húmedos tropicales y los bosques montanos húmedos tropicales.

## Subespecies
Se reconocen las siguientes:
- L. d. dohertyi Hartert, 1896: Sumbawa y Satonda.
- L. d. subcristatus Hartert, 1897: Flores.